# Osierodek
Osierodek – kolonia w Polsce położona w województwie podlaskim, w powiecie białostockim, w gminie Czarna Białostocka.
W latach 1975–1998 miejscowość administracyjnie należała do województwa białostockiego.
Wierni kościoła rzymskokatolickiego należą do parafii Niepokalanego Serca Najświętszej Maryi Panny w Marianowie.
W Osierodku urodził się rzeźbiarz Albert Zalewski.